# پلنگ اروپایی

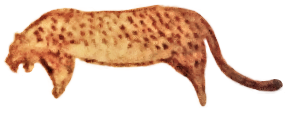
هنر غار پارینه‌سنگی از پلنگ در غار شووه در فرانسه

پلنگ‌ها در اروپا سابقه‌ای طولانی دارند، از دوره گذار پلیستوسن پیشین-میانی، حدود ۱٫۲ تا ۰٫۶ میلیون سال پیش، تا پایان پلیستوسن پسین، حدود ۱۲۰۰۰ سال پیش، و احتمالاً پس از آن تا آغاز هولوسن. بقایای پلنگ در سراسر اروپا، از شبه جزیره ایبری تا قفقاز، یافت شده است.

## آرایه‌شناسی و ژنتیک
زیرگونه پلنگ اروپایی در پایان پلیستوسن پیشنهادی Panthera pardus spelaea برای نخستین بار توسط Emil Bächler در سال ۱۹۳۶ به عنوان Felis pardus spelaea توصیف شد.
چندین استخوان فسیلی مربوط به پلیستوسن پیشین، میانی و پسین توصیف شده و به عنوان زیرگونه‌های مختلف پلنگ پیشنهاد شده است:
- Panthera pardus antiqua (Cuvier, 1835)
- Panthera pardus begoueni Fraipoint, 1923[۱]
- Panthera pardus sickenbergi Schutt, 1969[۲]
- Panthera pardus vraonensis Nagel, 1999[۳]

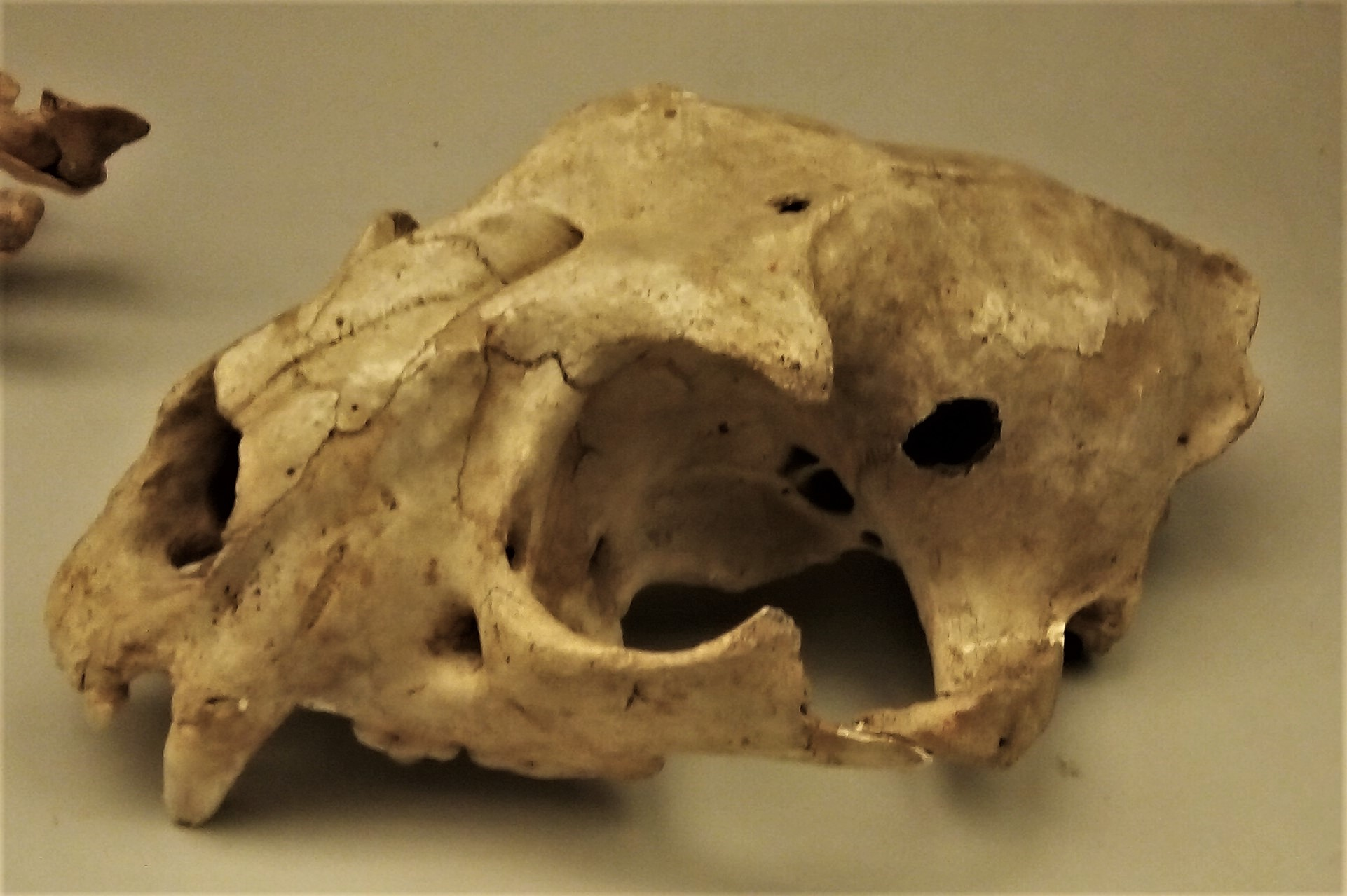
جمجمه با سوراخی که آشکار شد در اثر گاز گرفتن شیر ایجاد شده است.